# 板隅希蛛
板隅希蛛（学名：Achaearanea tabulata）为球蛛科希蛛属的动物。分布于美国、德国、奥地利、韩国、日本以及中国大陆的吉林、辽宁等地，一般生活于室外的桌子下以及草丛中。该物种的模式产地在美国。